# Doreen Hamilton
Pour les articles homonymes, voir Hamilton.
Doreen Ellen Hamilton, née Mulholland le 17 mai 1951 à Regina et morte le 2 décembre 2022, est une femme politique provinciale canadienne de la Saskatchewan. Elle représente la circonscription de Regina Wascana Plains à titre de députée du Parti saskatchewanais de 1991 à 2011.

## Biographie
Née à Regina, Hamilton reçoit un certificat en Éducation de l'Université de Regina.
Élue au conseil municipal de la ville de Regina en 1985, elle est réélue en 1988 et sert brièvement comme mairesse cette même année à la suite de la démission de Larry Schneider.
Elle entre à l'Assemblée législative de la Saskatchewan en 1991, elle est réélue en 1995, 1999, 2003. Elle ne se représente pas 2007.
Durant sa carrière parlementaire, elle sert comme ministre de la Saskatchewan Liquor and Gaming, ministre responsable de la Sasaktchewan Property Management Corporation, de la Commission des services publics et de la Wascana Center Authority. Elle perd ses positions ministérielles en octobre 2001 et devient secrétaire parlementaire du premier ministre Lorne Calvert en avril 2003.